# Los tres filósofos
Los tres filósofos es un óleo sobre lienzo atribuido a Giorgione, pintor italiano del Alto Renacimiento. La obra fue encargada por un noble veneciano conocido como Taddeo Contarini que se desempeñaba como mercader y tenía interés por la alquimia y el ocultismo. La pintura fue concluida alrededor de 1509, un año antes del fallecimiento de Giorgione. Fue una de sus últimas obras y se exhibe en el Museo de Historia del Arte de Viena. En la obra pictórica están representados tres filósofos de distintas edades: un joven, un hombre de edad madura y un anciano. Algunos historiadores identifican como tema central de la pintura la alegoría de las tres edades del hombre. La obra se cree que fue concluida por Sebastiano del Piombo según la afirmación de Marcantonio Michiel.

## Historia

### Descripción
En la pintura se vislumbra al hombre más joven con actitud contemplativa y con la mirada hacia la gruta, y sujetando con sus manos una escuadra y un compás. Los otros dos hombres parece que van a iniciar una conversación, el de edad mediana tiene un turbante y el anciano lleva consigo un compás y anotaciones astronómicas.

### Interpretaciones
A través del tiempo algunos historiadores han realizado interpretaciones de la obra en las que se identifica a los tres personajes representados con astrónomos, geómetras, matemáticos e incluso los Reyes Magos. Existen alrededor de quince interpretaciones; sin embargo, no se ha podido determinar cuál de estas hipótesis es la correcta. La primera descripción del cuadro fue realizada en 1525 por Marcantonio Michiel, un noble veneciano interesado en la historia del arte, y el cual en una visita a la residencia de Taddeo Contarini escribió lo siguiente: 

«...la tela al óleo de los tres filósofos en el campo, dos erguidos y uno sentado que contempla los rayos solares, con esa roca tan admirablemente realizada, fue comenzada por Zorzo de Castelfranco (Giorgione) y terminada por Sebastiano Venitiano (Sebastiano del Piombo)».

 Otra de las propuestas del significado de la obra es la de Hubert Janitschek, quien identifica a los personajes con las distintas edades del pensamiento, más claro al anciano lo asocia con la filosofía antigua, el hombre en edad madura con la filosofía medieval y al joven con la filosofía renacentista.